# Senescenza trascurabile

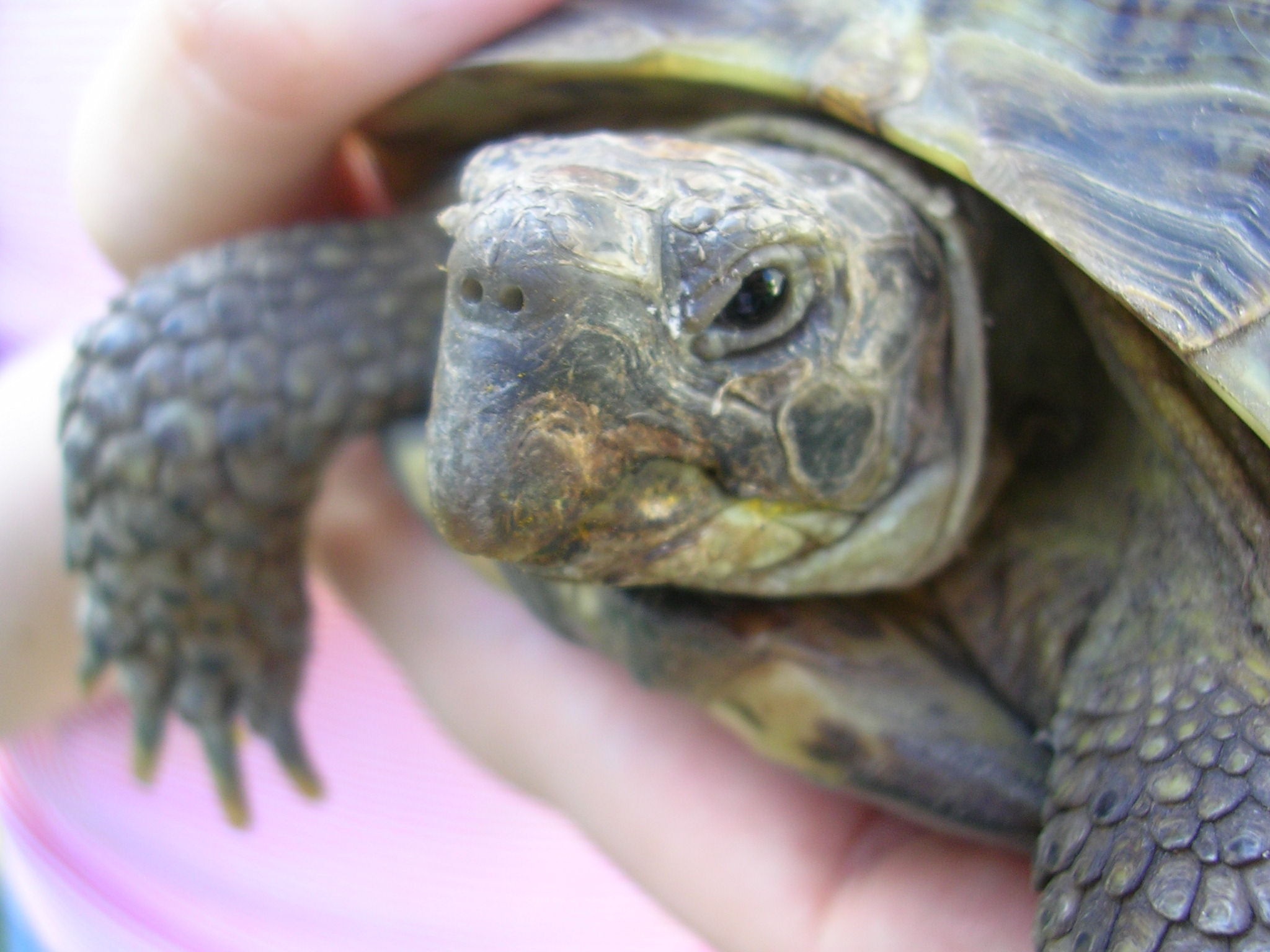
Alcune tartarughe mostrano una senescenza trascurabile

Senescenza trascurabile (in inglese negligible senescence) è un termine coniato dal biogerontologo Caleb Finch per indicare quegli organismi viventi che non mostrano evidenti segni di senescenza (deterioramento biologico legato all'invecchiamento), come la riduzione misurabile delle capacità riproduttive o funzionali, oppure un aumento del tasso di mortalità correlato all'età.
Ci sono molte specie per le quali non è stato osservato un tasso di mortalità crescente dopo la maturità. Questo potrebbe però anche solo significare che la durata della vita dell'organismo studiato è talmente lunga che non è stato possibile studiarlo per un tempo sufficiente a misurare un cambio apprezzabile della mortalità; ad esempio si credeva che le tartarughe non patissero la senescenza, ma studi maggiormente protratti hanno potuto rilevare prove di una diminuzione della forma fisica con l'età.
Studi su animali che mostrano una senescenza trascurabile potrebbero far emergere indizi che aiutino a comprendere meglio i processi propri dell'invecchiamento biologico. La stessa esistenza di tali organismi è un classico argomento a favore delle ricerche che si propongono di rallentare la senescenza umana grazie a mezzi artificiali. Studi recenti hanno indicato una connessione tra i fenomeni legati a una senescenza trascurabile con una generale stabilità del genoma dell'organismo, specialmente nei processi di trascrizione, durante la durata della sua vita.
Il genere Hydra non è affetto da senescenza. Sono anche note alla scienza alcune specie capaci di regredire un numero indefinito di volte dallo stato adulto a quello larvale, nel genere Turritopsis.
Esistono inoltre organismi che mostrano una "senescenza negativa", per i quali cioè la mortalità risulta diminuire con l'età, in tutto o in parte del ciclo vitale, in contraddizione con la legge du Gompertz-Makeham.